# Сентрай, Потон де
Жан Потон де Сентрай (фр. Jean Poton de Xaintrailles; 1390-е, Гасконь — 7 октября 1461, Бордо) — французский полководец эпохи Столетней войны, соратник Жанны д’Арк.
Де Сентрай был одним из наиболее известных авантюристов своего времени, которых в жизни интересовала только война. Они легко превращались из полководцев, командовавших войсками в регулярных битвах, в разбойников, грабивших усадьбы, и наоборот.
В 1418 году вместе со своим боевым товарищем Этьеном де Виньолем (Ла Гиром) он присоединился к армии дофина Карла.
В 1424 году принял участие в битве при Вернёе.
В октябре 1428 года вместе с Ла Гиром приехал в Орлеан, который подвергся английской осаде. Принимал участие в атаках, участвовал в том числе и в «Селёдочной битве».
После назначения Жанны д’Арк главнокомандующей де Сентрай перешёл под её командование. Он храбро сражался при снятии осады Орлеана и, позднее, во время Луарской операции. Ла Гиру и де Сентраю, командовавшим авангардом французской армии в битве при Пате, принадлежит главная заслуга в победе в этом сражении.
В августе 1431 года попал в плен к англичанам, где пробыл два года. В 1433 году обменян на Джона Тальбота, попавшего в плен в битве при Пате.
После возвращения из плена прославился дерзкими рейдами по занятой англичанами Нормандии, во время которых местное население страдало наравне с англичанами. Король был вынужден издать специальный манифест, запрещавший разбойничать своим капитанам, в том числе и Сентраю.
В 1445 году, после создания усилиями коннетабля Ришмона регулярной армии, де Сентрай меняет стиль жизни и становится одним из самых видных французских военачальников. Он храбро сражается при освобождении Нормандии, при вступлении королевской армии в Руан в июне 1451 года де Сентрай удостоился чести идти рядом с королём и нести его меч.
Де Сентрай принял участие и в заключительной операции Столетней войны — освобождении Гиени.
В 1454 году, через год после взятия Бордо и окончания Столетней войны, ему было присвоено звание «маршал Франции», кроме того он стал губернатором Сен-Макера. В 1458 году был назначен губернатором замка Тромпет в Бордо и губернатором Гиени.
Умер де Сентрай в 1461 году в Бордо, завещал большую часть своего состояния на богоугодные дела.